# Куангнинь (футбольный клуб)
Куангнинь (вьет. Câu lạc bộ Bóng đá Than Quảng Ninh) — футбольный клуб провинции Куангнинь, Вьетнам. В настоящее время играет в V-лиге 1.
Команда выступает на стадионе Камфа.

## История
24 апреля 1956 года партийный комитет деревни Хонгкуанг собрал молодёжь играющую в футбол и основал команду Молодёжь Хонгкуанг (Thanh niên Hồng Quảng).
В 1967 году, когда Хонгкуанг и Хайнинь были объединены в провинцию Куангнинь, команду переименовали в Молодёжь Куангнинь (Thanh niên Quảng Ninh).
В 1990 году команда получила право играть в профессиональной лиге и стала выступать под названием Рабочие Куангнинь (Công nhân Quảng Ninh). Однако, по окончании сезона, команда заняла последнее место и была расформирована.
В 2006-м году клуб выиграл право на продвижение в первую лигу.
В 2010-м году команда заняла второе место но в переходном матче уступила клубу Навибанк Сайгон со счётом 2:0.
Следующий шанс появился в 2013 году, Куангнинь снова занял второе место, набрав одинаковое количество очков с клубом Куангнам, уступив лидерство из-за худшей разницы мячей. Но в этот сезон переходных матчей не было и первые три команды попали в V-Лигу 1 сразу.

## Достижения
- Обладатель Кубка Вьетнама по футболу: 2016
- Обладатель Суперкубка Вьетнама по футболу: 2016

## Выступления в чемпионате
| Сезон         | И  | В  | Н | П  | ГЗ | ГП | РМ | О  | Место | Примечания                                   |
| ------------- | -- | -- | - | -- | -- | -- | -- | -- | ----- | -------------------------------------------- |
| 2014 V-Лига 1 | 22 | 9  | 2 | 11 | 43 | 44 | −1 | 29 | 6     |                                              |
| 2015 V-Лига 1 | 26 | 13 | 3 | 10 | 39 | 31 | 8  | 42 | 4     |                                              |
| 2016 V-Лига 1 | 26 | 13 | 5 | 8  | 39 | 31 | 8  | 44 | 4     | Квалифицировался в групповой раунд Кубка АФК |

## Основной состав
На январь 2017
Примечание: Флаги указываются, так как игрок может иметь более одного гражданства по правилам ФИФА.
| №  |                                  | Позиция | Игрок                  |
| -- | -------------------------------- | ------- | ---------------------- |
| 1  | Вьетнам                          | Вр      | Нгуен Хоан Ань         |
| 2  | Вьетнам                          | Защ     | Зыонг Ван Кхоа         |
| 3  | Вьетнам                          | Защ     | Зыонг Чань Хао         |
| 4  | Бразилия                         | Защ     | Рамон Родригес Мескита |
| 5  | Вьетнам                          | Защ     | Нгуен Минь Тунг        |
| 6  | Вьетнам                          | ПЗ      | Ву Минь Туан (капитан) |
| 7  | Вьетнам                          | ПЗ      | Зянг Чан Куать Тан     |
| 8  | Вьетнам                          | Защ     | Буй Ван Хью            |
| 10 | Демократическая Республика Конго | Защ     | Патийо Тамбве          |
| 11 | Вьетнам                          | Защ     | Хо Хунг Кыонг          |
| 12 | Вьетнам                          | Защ     | Чинь Хоа Хунг          |
| 14 | Вьетнам                          | ПЗ      | Нгуен Хай Хью          |
| 15 | Вьетнам                          | ПЗ      | Дао Нхат Минь          |
| 16 | Вьетнам                          | ПЗ      | Нгуен Ван Дью          |

| №  |          | Позиция | Игрок              |
| -- | -------- | ------- | ------------------ |
| 17 | Вьетнам  | Нап     | Мак Хонг Куан      |
| 19 | Вьетнам  | Защ     | Нгуен Хью Кыонг    |
| 20 | Вьетнам  | Защ     | Нгуен Сюан Хунг    |
| 21 | Бразилия | Нап     | Жардель Капистрано |
| 26 | Вьетнам  | Вр      | Хьюнь Туан Линь    |
| 30 | Вьетнам  | Защ     | Ву Вьет Чью        |
| 38 | Вьетнам  | ПЗ      | Нго Дык Чанг       |
| 39 | Уганда   | ПЗ      | Джоффри Кизито     |
| 43 | Вьетнам  | ПЗ      | Фам Нгуен Ша       |
| 66 | Вьетнам  | Защ     | Нгуен Чань Хьен    |
| 77 | Вьетнам  | ПЗ      | Нгхием Сюан Ту     |
| 88 | Вьетнам  | ПЗ      | Буй Тьен Зунг      |
| 90 | Вьетнам  | ПЗ      | Хоанг Туан Ань     |
| 95 | Вьетнам  | Вр      | Хоанг Ван Хынг     |